# Olivier Dahan
Olivier Dahan es un director y productor de cine francés, candidato a 2 premios BAFTA 2007 por la película La vida en rosa.
Es muy amigo de Marion Cotillard, la actriz francesa protagonista del exitoso filme, quien agradeció al director en la ceremonia de los premios BAFTA y Óscar por la ayuda que este le prestó en la película que luego le valieron esos premios a la Mejor Actriz.

## Filmografía selecta
- Frères: La roulette rouge (1994)
- Les fantômes du samedi soir (1997)
- Déjà mort (1998, con Romain Duris, Benoît Magimel y Zoé Félix
- Mort au champ d'honneur (1999)
- Chambre nº 13 (serie de televisión) (1 episodio) (1999)
- Le Petit Poucet - (episodio de la serie Érase una vez... (2001, con Élodie Bouchez, Romane Bohringer y Catherine Deneuve)
- La vie promise (2002), con Isabelle Huppert y Pascal Greggory)
- The Cranberries: The Best Vídeos 1992-2002 (Video) (segment "Salvation")
- Les rivières pourpres II - Les anges de l'apocalypse (2004), con Jean Reno, Benoît Magimel y Christopher Lee)
- La môme (2007), con Marion Cotillard, Sylvie Testud,  Clotilde Courau)
- Lady Noire (cortometraje en vídeo) (2008)
- My Own Love Song (2009), con Renée Zellweger y Forest Whitaker
- Mozart l'Opéra Rock (Vídeo) (2010)
- Les Seigneurs (2012)
- Grace of Monaco (2014), con Nicole Kidman, Tim Roth,  Milo Ventimiglia, Derek Jacobi, Parker Posey, Paz Vega,  Frank Langella, Geraldine Somerville, Robert Lindsay, Roger Ashton-Griffiths, Flora Nicholson y Jeanne Balibar

- Datos: Q673103
- Multimedia: Olivier Dahan / Q673103